# Порт-Артур (Челябинская область)
Порт-Арту́р — посёлок в Чесменском районе Челябинской области. Входит в состав Березинского сельского поселения.
Ближайшие населённые пункты: посёлки Натальинский и Маяк.

## История
Посёлок  получил своё название в память героической обороны Порт-Артура (Люйшунькоу) в ходе Русско-японской войны 1904—1905 года.

## Население
| 2002 | 2010 |
| ---- | ---- |
| 319  | ↘270 |

По данным Всероссийской переписи, в 2010 году численность населения посёлка составляла 270 человек (137 мужчин и 133 женщины).

## Улицы
Уличная сеть посёлка состоит из 4 улиц.